# 1706
| [ Edytuj tabelę ]              | |
| Król Polski                    | - 1696 August II Mocny 1706 - 1704 Stanisław Leszczyński 1709                                                                                  |
| Współksiążęta Andory           | - 1695 Julià Cano i Thebar 1714 - 1643 Ludwik XIV 1715                                                                                         |
| Król Anglii i Szkocji          | - 1702 Anna Stuart 1707 |
| Elektor Bawarii                | - 1679 Maksymilian II Emanuel 1726 |
| Sułtan Brunei                  | - 1705 Hussin Kamaluddin 1730 |
| Cesarz Chin                    | - 1661 Kangxi 1722 |
| Król Czech                     | - 1705 Józef I Habsburg 1711 |
| Król Danii                     | - 1699 Fryderyk IV 1730 |
| Dalajlama                      | - 1683 Cangjang Gjaco 1706 |
| Cesarz Etiopii                 | - 1682 Ijasu Wielki 1706 - 1706 Tekle Hajmanot I 1708                                                                                          |
| Król Francji                   | - 1643 Ludwik XIV 1715 |
| Król Hiszpanii                 | - 1700 Filip V 1724 |
| Landgraf Hesji-Kassel          | - 1670 Karol I Heski 1730 |
| Stadhouder Holandii            | - 1702 drugi okres bez stadhoudera 1747 |
| Szach Iranu                    | - 1694 Sultan Husajn 1722 |
| Państwo Wielkich Mogołów       | - 1658 Aurangzeb Alamgir I 1707 |
| Król Irlandii                  | - 1702 Anna Stuart 1714 |
| Cesarz Japonii                 | - 1687 Higashiyama 1709 |
| Kalif                          | - 1703 Ahmed III 1736 |
| Patriarcha Konstantynopola     | - 1702 Gabriel III 1707 |
| Władca Korei                   | - 1674 Sukjong 1720 |
| Książę Kurlandii i Semigalii   | - 1698 Fryderyk Wilhelm Kettler 1711 |
| Książę Liechtensteinu          | - 1699 Jan Adam I 1712 |
| Sułtan Maroka                  | - 1672 Maulaj Isma’il 1727 |
| Książę Monako                  | - 1701 Antoni I 1731 |
| Król Nawarry                   | - 1643 Ludwik XIV 1710 |
| Król Norwegii                  | - 1699 Fryderyk IV 1730 |
| Sułtan Omanu                   | - 1692 Sajf I ibn Sultan 1711 |
| Elektor Palatynatu             | - 1690 Jan Wilhelm 1716 |
| Papież                         | - 1700 Klemens XI 1721 |
| Książę Parmy i Piacenzy        | - 1694 Franciszek 1727 |
| Król Portugalii                | - 1683 Piotr II 1706 - 1706 Jan V 1750 |
| Król w Prusach                 | - 1701 Fryderyk I 1713 |
| Car Rosji                      | - 1682 Piotr I Wielki 1725 |
| Cesarz Rzymski (niemiecki)     | - 1705 Józef I Habsburg 1711 |
| Kapitanowie Regenci San Marino | - 1705 Giuseppe Loli Melchiorre Martelli 1706 - 1706 Giovanni Cionini Gaspare Calbini 1706 - 1706 Francesco Maccioni Giambattista Ceccoli 1707 |
| Elektor Saksonii               | - 1694 Fryderyk August I (król Polski) 1733 |
| Król Szwecji                   | - 1697 Karol XII 1718 |
| Król Tajlandii                 | - 1703 Luang Sorasak 1709 |
| Sułtan Turków                  | - 1703 Ahmed III 1730 |
| Doża Wenecji                   | - 1700 Alvise Mocenigo 1709 |
| Król Węgier                    | - 1705 Józef I 1711 |

Rok 1706 / MDCCVI
stulecia: XVII wiek ~
XVIII wiek ~
XIX wiek

lata: 1696 «
1701 «
1702 «
1703 «
1704 «
1705 «
1706
» 1707
» 1708
» 1709
» 1710
» 1711
» 1716

## Wydarzenia w Polsce
- 13 lutego – III wojna północna: armia szwedzka pod dowództwem feldmarszałka Karola Gustawa Rehnskiölda pobiła armię rosyjsko-saską pod Wschową.
- 12 maja – z terenu Polski widoczne było całkowite zaćmienie słońca.
- 24 września – August II Mocny zrzekł się korony polskiej
- 29 października – bitwa pod Kaliszem w czasie III wojny północnej.

## Wydarzenia na świecie
- 21 stycznia – John Basherville wynalazł nowa metodę druku; tzw. hot pressing method.
- 8 marca – powstał Wiener Stadtbank.
- 27 marca – cesarz Etiopii Iyasu I Wielki abdykował, przeszedł na emeryturę do klasztoru, rada wysokich urzędników mianowała cesarzem Tekle Haymanot I.
- 19 kwietnia – wojna o sukcesję hiszpańską: zwycięstwo wojsk francusko-hiszpańskich nad austriackimi w bitwie pod Calcinato.
- 23 maja – wojna o sukcesję hiszpańską: porażka wojsk francuskich w bitwie z Anglikami i Holendrami pod Ramillies.
- 7 września – wojna o sukcesję hiszpańską: bitwa pod Turynem Eugeniusz Sabaudzki zwyciężył Francuzów. Francja została zmuszona do wycofania się z północnych Włoch.
- 24 września – III wojna północna: zawarto pokój w Altranstädt, w wyniku którego August II Mocny zrzekł się polskiej korony na rzecz Stanisława Leszczyńskiego.
- Październik – Thomas Twinings otworzył w Londynie słynny sklep z herbatą.
- 3 listopada – ponad tysiąc osób zginęło w zniszczonym przez trzęsienie ziemi włoskim mieście Sulmona.
- 5 listopada – wyszedł pierwszy numer Dublin Gazette.

- Powstaje pierwsza szkoła lekarska w Moskwie.
- Podpisano akt Unii szkocko-angielskiej. Formalnie istniała od 1 maja 1707 roku.
- Daniel Defoe działa jako angielski agent w Szkocji.
- Wielka Brytania: uchwalono Regency Act potwierdzający prawa dynastii Hanowerskiej do dziedziczenia korony brytyjskiej.
- Wielka Brytania: Władzę przejmuje partia: No peace without Spain (w większości Wigowie, część Torysów) - zwolennicy kontynuowania wojny aż Hiszpania będzie zabezpieczona dla Austrii.
- Walijski matematyk William Jones po raz pierwszy użył greckiej litery π ("pi") dla oznaczenia stałej matematycznej równej stosunkowi obwodu koła do długości jego średnicy.
- Francja: niedostatek żywności.
- Holandia: kupcy holenderscy robią świetne interesy ze względu na głód we Francji, zaopatrując kraj ten w żywność.
- Przejściowe zajęcie Madrytu przez wojska brytyjskie i austriackie. Wypędzi ich stamtąd powstanie 1707 roku.
- Fryderyk I Hohenzollern wciela Kolegium Naradców Prus w skład Geheime Rat.
- Saksonia: powstał nowy typ gabinetu: Geheime Kabinett, jego szefem zostaje Heinrich von Fleming (zm. 1728).
- Zawieszenie broni między Austrią a powstańcami węgierskimi.
- Filadelfia prezbiterianie zakładają pierwszy kościół.
- W Albuquerque założono kościół san Felipe.

## Zdarzenia astronomiczne
- 12 maja – całkowite zaćmienie Słońca, widoczne w Polsce[1].

## Urodzili się
- 17 stycznia – Benjamin Franklin, amerykański polityk, jeden z Ojców-założycieli Stanów Zjednoczonych (zm. 1790)
- 16 sierpnia – Florian Joseph Bahr, jezuita niemiecki, misjonarz (zm. 1771)
- 3 października - Jerzy Wojciech Heide, polski duchowny katolicki, kronikarz (zm. 1765)
- 29 października – Wacław Piotr Rzewuski, hetman wielki koronny, hetman polny koronny, kasztelan krakowski, wojewoda krakowski (zm. 1779)
- 17 grudnia – Émilie du Châtelet, francuska matematyk, fizyk i literatka (zm. 1749)
- 31 grudnia – Maria Krucyfiksa Satellico, włoska klaryska, błogosławiona katolicka (zm. 1745)

- data dzienna nieznana: 
  - Józef Tadeusz Kierski, polski duchowny katolicki, biskup przemyski (zm. 1783)

## Zmarli
- 5 lutego – Pierre-Armand du Cambout de Coislin, francuski duchowny katolicki, biskup Orleanu, kardynał (ur. 1636)
- 3 marca – Johann Pachelbel, niemiecki kompozytor i organista (ur. 1653)
- 20 kwietnia – Hieronim Augustyn Lubomirski, hetman wielki koronny (ur. 1647)
- 3 lipca – Tylman z Gameren, architekt pochodzenia niderlandzkiego (ur. 1632)
- 26 sierpnia – Michael Willmann, śląski malarz barokowy (ur. 1630)
- 9 grudnia – Piotr II Spokojny, król Portugalii z dynastii Bragança (ur. 1648)

## Święta ruchome
- Tłusty czwartek: 11 lutego
- Ostatki: 16 lutego
- Popielec: 17 lutego
- Niedziela Palmowa: 28 marca
- Wielki Czwartek: 1 kwietnia
- Wielki Piątek: 2 kwietnia
- Wielka Sobota: 3 kwietnia
- Wielkanoc: 4 kwietnia
- Poniedziałek Wielkanocny: 5 kwietnia
- Wniebowstąpienie Pańskie: 13 maja
- Zesłanie Ducha Świętego: 23 maja
- Boże Ciało: 3 czerwca.

## Przypisy

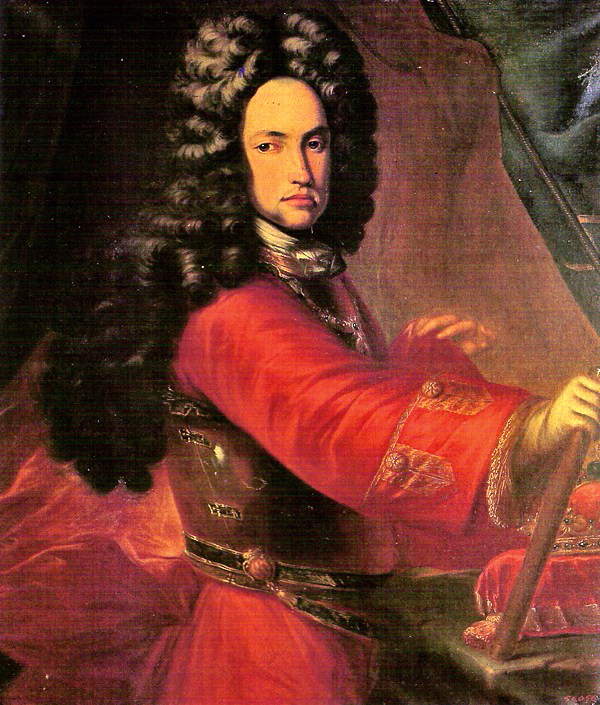
Karol III Habsburg niedoszły król Hiszpanii w 1706 r.